# Winsted (Connecticut)
Winsted és una concentració de població designada pel cens dels Estats Units a l'estat de Connecticut. Segons el cens del 2000 tenia 7.321 habitants.

## Demografia
Segons el cens del 2000, Winsted tenia 7.321 habitants, 3.072 habitatges, i 1.889 famílies. La densitat de població era de 604 habitants/km².
Dels 3.072 habitatges en un 27,6% hi vivien nens de menys de 18 anys, en un 44,9% hi vivien parelles casades, en un 12% dones solteres, i en un 38,5% no eren unitats familiars. En el 31,3% dels habitatges hi vivien persones soles el 14% de les quals corresponia a persones de 65 anys o més que vivien soles. El nombre mitjà de persones vivint en cada habitatge era de 2,36 i el nombre mitjà de persones que vivien en cada família era de 2,98.
Per edats la població es repartia de la següent manera: un 23,5% tenia menys de 18 anys, un 7,6% entre 18 i 24, un 29% entre 25 i 44, un 23,4% de 45 a 60 i un 16,5% 65 anys o més.
L'edat mediana era de 39 anys. Per cada 100 dones de 18 o més anys hi havia 86,7 homes.
La renda mediana per habitatge era de 40.202 $ i la renda mediana per família de 51.044 $. Els homes tenien una renda mediana de 37.837 $ mentre que les dones 25.990 $. La renda per capita de la població era de 19.804 $. Aproximadament el 4,3% de les famílies estaven per davall del llindar de pobresa.

## Poblacions més properes
El següent diagrama mostra les poblacions més properes.